# Присёлок

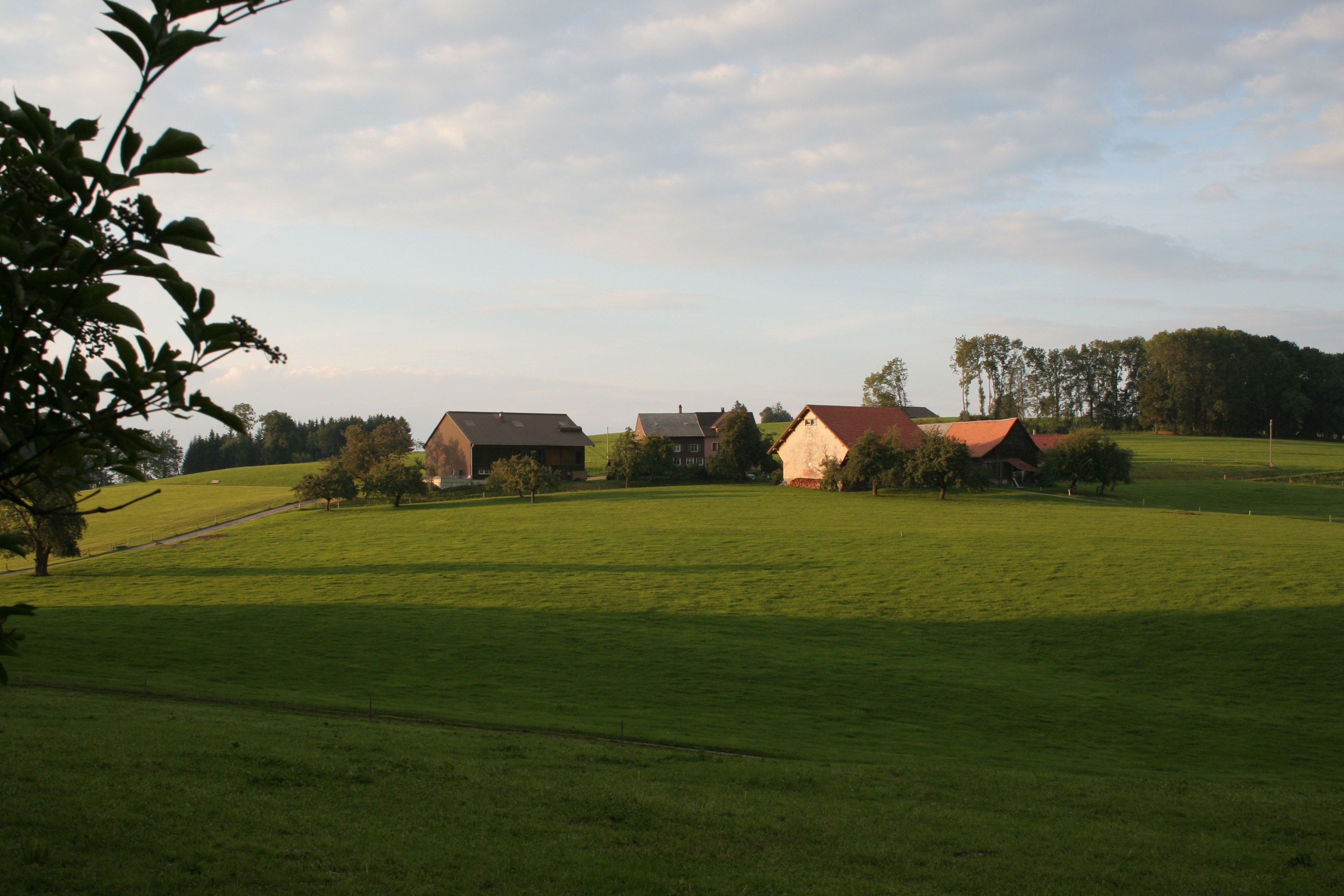
Обервиль в Валдкирх, Швейцарская Конфедерация.

Присёлок (приселье, приселение, выселок, переседина, передселье, также поселица, осада, оседлость, селидба, место) — историческое название небольшого сельского поселения, отделённого от большого села (деревни), но связанного с ним. 
В названии присёлка обычно указывалось основное село, например, «села Семендяева присёлок Соболы». Понятие вошло в употребление в XIV веке в Великом княжестве Литовском.
Присёлки обычно были хуторками, относившимися к главному селу по повинностям и судебным делам; хуторки эти устраивались путём выселения крестьян из села на отдельные земельные участки, с сохранением тягловых, хозяйственных и административных связей выселившихся людей с их селом (подобно зависимости русского пригорода от города). Иногда присёлок относился не к селу, а к господарскому или панскому двору или имению.
В источниках различались присёлки, «сидевшие» на землях, от «пустых». В состав присёлка входили крестьянские дворы, а иногда и дворища, с землёй и угодьями.